# 尼尔斯·约翰松 (1938年)
尼尔斯·约翰松（瑞典語：Nils Johansson，1938年7月24日—），瑞典男子冰球运动员。他曾代表瑞典参加1964年和1968年冬季奥林匹克运动会冰球比赛，其中1964年冬季奥运会获得一枚银牌。